# Martin G. Berger
Martin G. Berger (* 23. Juli 1987 in West-Berlin) ist ein deutscher Musiktheaterregisseur.

## Leben
Berger wuchs in Berlin, Istanbul und München auf. Ab 2009 wirkte er zwei Jahre als Regieassistent am Theater Dortmund. In derselben Funktion war er von 2011 bis 2015 am Staatstheater Hannover tätig. Außerdem absolvierte er ein Studium der Theaterwissenschaft, Germanistik, Philosophie an der Universität Leipzig und der Freien Universität Berlin.
Als Regisseur, Autor und Übersetzer wurde er im gesamten deutschsprachigen Raum engagiert, u. a. an das Theater Augsburg, Theater Basel, die Staatsoper Hannover, das Luzerner Theater, das Staatstheater Kassel, die Deutsche Oper Berlin, das Staatstheater Darmstadt, die Oper Dortmund und das Theater an der Wien.
Außerdem tritt Berger als Autor und Übersetzer von Theatertexten in Erscheinung. Seine Kammeroper Elfie (Musik: Wolfgang Böhmer) feierte 2019 in der Neuköllner Oper Premiere, sein Musical Aus Tradition anders (Mitautor: Jasper Sonne) im Frühjahr 2018 in Darmstadt. Seine deutschen Übersetzungen von Leonard Bernsteins Candide, Follies und Anyone Can Whistle sind im Verlag Musik und Bühne verlegt, La Cage aux Folles bei Felix Bloch Erben. Bergers Übersetzung von Niels Wilhelm Gades Maskarade hatte 2021 in einer Inszenierung von Tobias Kratzer an der Oper Frankfurt Premiere.
Von 2020 bis Ende der Spielzeit 2022 war Berger Operndirektor am Mecklenburgischen Staatstheater Schwerin.
Berger verfasste im Jahr 2024 für das Theater Bremen das Musical Der 35. Mai nach der gleichnamigen Erzählung von Erich Kästner. Der Text stammt von Martin G. Berger. Musik und Liedtexte von Berger, Jasper Sonne und Michael Ellis Ingram.

## Auszeichnungen
- 2016 Karan-Armstrong-Preis der Götz-Friedrich-Stiftung
- 2016 Deutscher Musical Theater Preis für Beste Regie[5]
- 2016 Trierer Musical Award
- 2018 Orpheus für besondere Verdienste um die Operette[5]
- 2020 Theaterpreis Der Faust in der Kategorie Beste Regie Musiktheater (erste Nominierung bereits 2018)[5].